# Негласные следственные (розыскные) действия в уголовном процессе Украины
Негласные следственные (розыскные) действия (сокращённо НС(Р)Д; укр. Негласні слідчі (розшукові) дії ) согласно статье 246 Уголовного процессуального кодекса Украины являются разновидностью следственных (розыскных) действий. Их особенностью является, то, что данные о факте и методах их проведения согласно общему правилу не подлежат разглашению, исключения из которого составляют лишь специально предусмотренные Уголовным процессуальным кодексом Украины случаи.

## Особенности
Исследователи выделяют шесть характерных особенностей присущих НС(Р)Д: негласность, конспирация, специфика правоотношений, возможность использования заранее идентифицированных либо имитационных средств, участие конфидентов, сфера применения.
Негласность
Конспирация
Специфика правоотношений
Возможность использования
Участие конфидентов
Сфера применения